# Yo-Yo Ma
Yo-Yo Ma (Paris, 7 de outubro de 1955) é um músico norte-americano nascido na França, de origem chinesa, considerado um dos melhores violoncelistas da história.

## Dados biográficos

### Infância
Yo-Yo Ma nasceu na França numa família de origem chinesa com forte influência musical. Sua mãe, Marina Lu, era cantora, e seu pai, Hiao-Tsiun Ma, era maestro e compositor. Ma começou estudando violino e depois viola, antes de se interessar pelo violoncelo, instrumento que começou a manipular aos quatro anos de idade, com seu pai. Depois de um primeiro concerto em Paris, aos seis anos de idade, a família de Ma se muda para Nova York.
Ma era uma criança prodígio, tendo aparecido na televisão norte-americana com oito anos de idade, em um concerto conduzido por Leonard Bernstein. Ele entrou para a Juilliard School (na qual tinha aulas com Leonard Rose), e passou um semestre estudando na Universidade de Columbia antes de se matricular na Universidade de Harvard, mas se questionava sobre se valeria a pena continuar a estudar até que, nos anos 70, o estilo de Pablo Casals o inspirou.
Retorna à França para tocar com a Orquestra Nacional da França e com a Orquestra de Paris, sob a direção de Myung-Whun Chung.
Já desde sua infância e adolescência, Ma possuía uma fama bastante estável e havia tocado com algumas das melhores orquestras do mundo. Suas gravações e interpretações das Suites para violoncelo solo de Johann Sebastian Bach são particularmente aclamadas.

### Vida adulta e carreira
Em 1978, Ma se casou com a violinista Jill Hornor. Eles têm dois filhos, Nicholas e Emily. Sua irmã mais velha, Yeou-Cheng Ma, também nascida em Paris, é violinista e junto com Yo-Yo coordena um projeto chamado Children's Orchestra Society (COS) em Long Island, nos EUA.
Atualmente, Ma toca com o Silk Road Project, que visa juntar músicos de vários lugares do mundo de países pelos quais passava a histórica Rota da Seda.
Conforme anúncio do secretário geral das Nações Unidas, Kofi Annan, em janeiro de 2006, Ma se uniu à lista dos embaixadores da paz da ONU, a exemplo de vários outros músicos, como o tenor Luciano Pavarotti e o jazzista Wynton Marsalis.

## Estilo musical

### Instrumentos empregados
O principal instrumento de performance de Yo-Yao Ma é o Petúnia, feito por Domenico Montagnana em Veneza em 1733. Esse instrumento já foi esquecido no banco traseiro de um táxi em Nova York, mas mais tarde reencontrado ileso.
Outro violoncelo usado por Ma é o stradivarius Davidov, tocado anteriormente por Jacqueline du Pré e arrematado por Ma pelo valor de um milhão de dólares, após a morte de sua antiga dona. Du Pré já havia expressado sua frustração com a imprevisibilidade daquele violoncelo, enquanto Ma associa isto ao estilo passional de du Pré ao tocar e diz que esse cello necessita ser domado por seu instrumentista. Até pouco tempo atrás, esse cello era utilizado apenas para a execução de música barroca. Ma também possui um violoncelo de fibra de carbono, criado por Luis & Clark.

### Influências e tendências
Yo-Yo Ma é habitualmente citado pela crítica como o "o mais omnívoro de todos os cellistas" e de fato possui um repertório muito mais eclético do que é esperado para um instrumentista erudito.
Ma já apresentou e gravou um sem-número de peças de música barroca e de outras escolas da música clássica, em instrumentos de época ou modernos. Compõem também seu repertório peças de música tradicional e popular, como por exemplo a trilha sonora do filme O tigre e o dragão. Tangos argentinos de Astor Piazzola, música brasileira, e a partitura minimalista de Philip Glass para Naqoyqatsi.
Seu último disco (As of 2006) é o resultado da colaboração de Ma com vários outros músicos, para a trilha sonora do filme Memórias de uma Gueixa.
Yo-Yo Ma habitualmente se mostrou aberto a formas musicais distintas da música erudita e clássica, como o jazz e o tango. Além disso, também costuma incorporar a seus trabalhos formas de musicalidade tradicionais e primitivas, quando, por exemplo, toca com membros do povo das savanas do Kalahari na África.
Ma também patrocinou os primeiros anos da Orquestra East-Western Divan (fundada por ele e Edward Said), orquestra árabe-israelense dirigida por Daniel Barenboim (cujo nome divan, em árabe quer dizer encontro).

## Atividades atuais
Ma atuou recentemente em um episódio da série infantil de TV infantil Arthur, além das séries West Wing, Sesame Street e Mister Rogers' Neighborhood.
Além disso, também estreou no acompanhamento visual de sua gravação de Bach de Seis Suítes para Violoncelo Solo.
Recentemente, Ma também se encontrou com Steve Jobs, presidente da Apple Inc. e da Pixar. Yo-Yo Ma é frequentemente convidado para eventos para a imprensa das companhias de Jobs, tendo chegado a tocar no palco durante uma palestra de abertura de um evento da Apple apresentado por Jobs.